# Palacio de justicia del condado de Lee
El palacio de justicia del condado de Lee, también conocido como el palacio de justicia del condado de South Lee y la oficina de correos y el palacio de justicia de EEUU, es un edificio histórico ubicado en Keokuk, Iowa, Estados Unidos.

## Historia
El edificio principal se construyó desde la colocación de los cimientos en abril de 1887 hasta su finalización el 30 de septiembre de 1888. Fue diseñado por Mifflin E. Bell, el arquitecto supervisor del Departamento del Tesoro de los Estados Unidos. La torre de la esquina se construyó originalmente en cinco pisos, pero se amplió a siete pisos en 1890. James H. Windrim era el arquitecto supervisor del Departamento del Tesoro en ese momento. En 1956 se construyó una adición en la parte trasera del edificio para agregar espacio al taller. El edificio sirvió históricamente como palacio de justicia federal en los pisos superiores y como oficina de correos en el primer piso.  Fue incluido en el Registro Nacional de Lugares Históricos en 1974.
Fue adquirido por el condado de Lee y renovado en 1992 como palacio de justicia para la parte sur del condado. La Asamblea General de Iowa había establecido a Keokuk como la segunda sede del condado en 1848, convirtiendo al condado de Lee en el único condado de Iowa que tiene más de un juzgado. La línea Sullivan se utilizó para dividir el condado en secciones norte y sur. Los edificios anteriores que sirvieron como juzgado del condado en Keokuk incluyen el Sanford Medical College y el antiguo edificio YWCA.

## Arquitectura
La estructura de ladrillo de tres pisos de la década de 1880 mide 108 por 62 pies (32,9 por 18,9 m)  Refleja la arquitectura victoriana tardía y "victoriana de arco redondo". El sótano y los cimientos están compuestos de piedra caliza de Bedford. La piedra caliza también se usa para las molduras y los cinturones del edificio. Las ventanas de los tres pisos utilizan el arco de medio punto y disminuyen de tamaño del primer al tercer piso. Una gran buhardilla de pared se encuentra en el centro de la fachada principal. Originalmente, dos buhardillas del techo lo flanqueaban, pero se quitaron en algún momento. Las buhardillas también se encuentran en las elevaciones oeste y sur. La sección del hastial en el lado oeste del tercer piso presenta trabajos decorativos de terracota y remates en las esquinas. Paneles de terracota similares se encuentran en otras partes del edificio. La parte posterior del edificio presenta el mismo trabajo decorativo que el frente. El primer nivel de la torre del tercer piso del edificio es original. Los dos niveles siguientes se diseñaron para la ampliación de 1890, y las dos secciones superiores son del diseño original y reflejan las dos secciones que se quitaron. La adición trasera también es de ladrillo rojo y sigue un estilo utilitario simple.